# Bassenheim
Bassenheim est une municipalité du Verbandsgemeinde Weißenthurm, dans l'arrondissement de Mayen-Coblence, en Rhénanie-Palatinat, dans l'ouest de l'Allemagne. Le village se trouve environ 10 km à l'ouest de Coblence et il est jumelé avec Pougues-les-Eaux en France et Pasym en Pologne.

## Illustrations

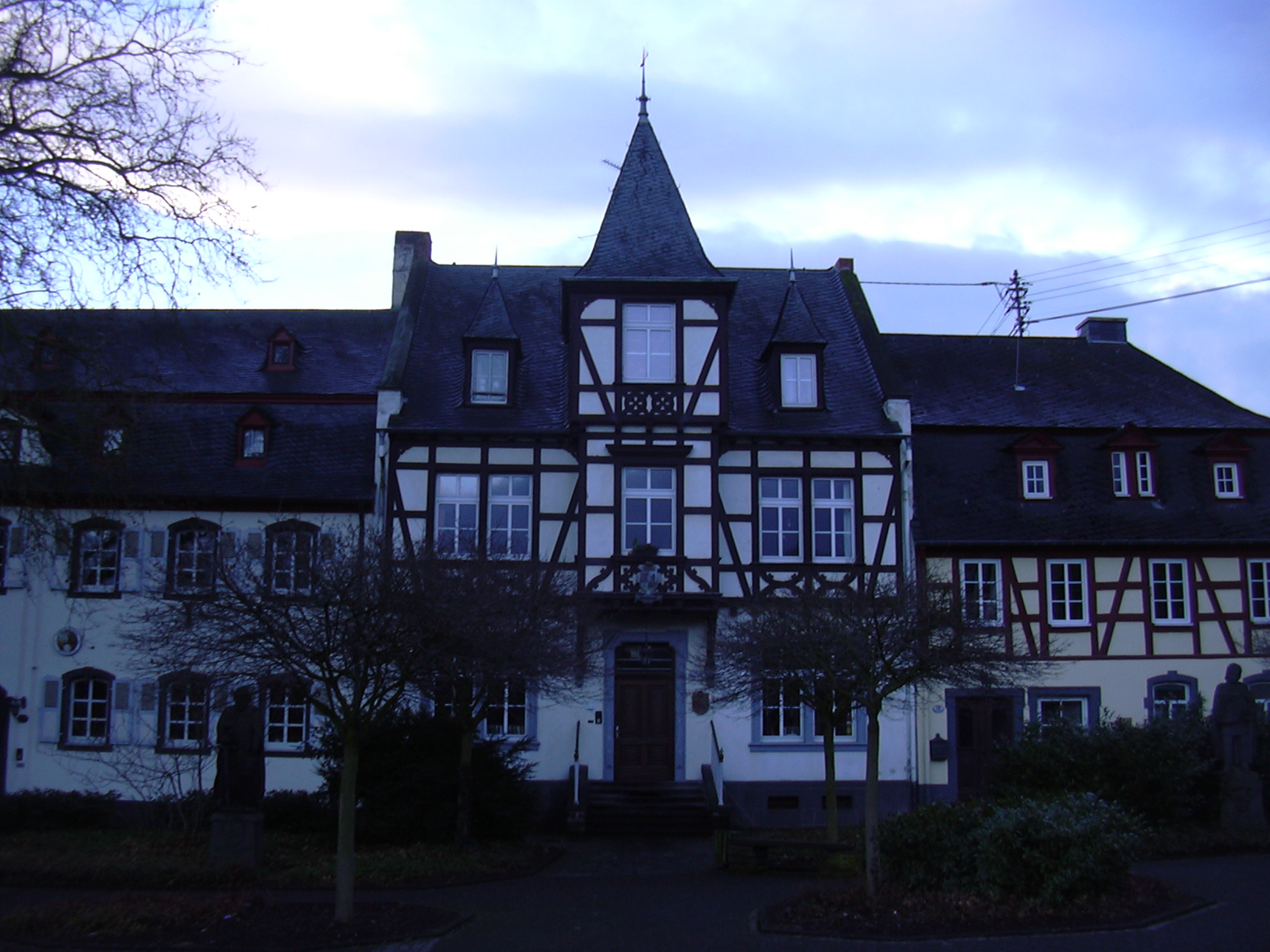
L'ancienne chambre des finances de Bassenheim
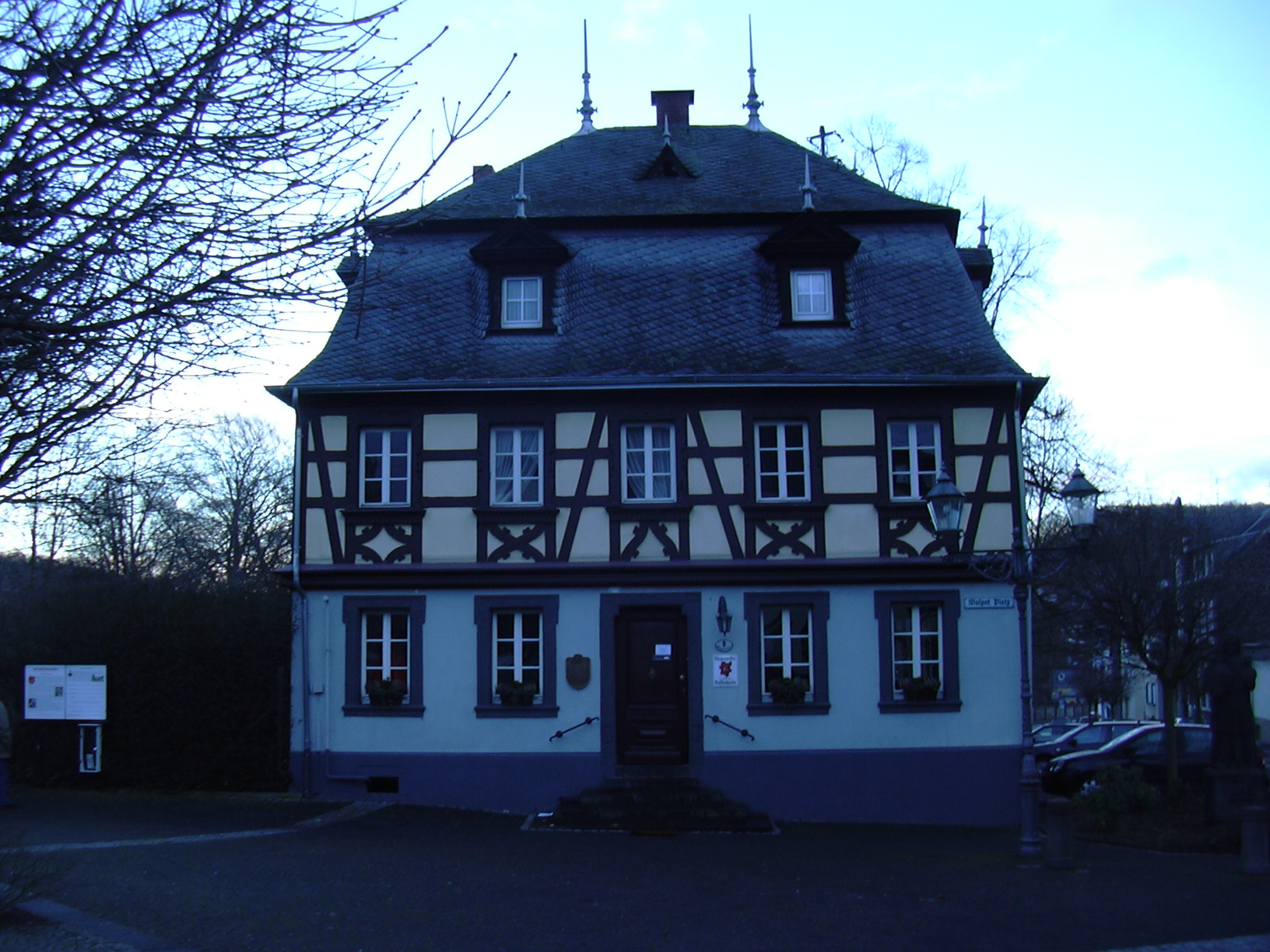
L'hôtel de ville
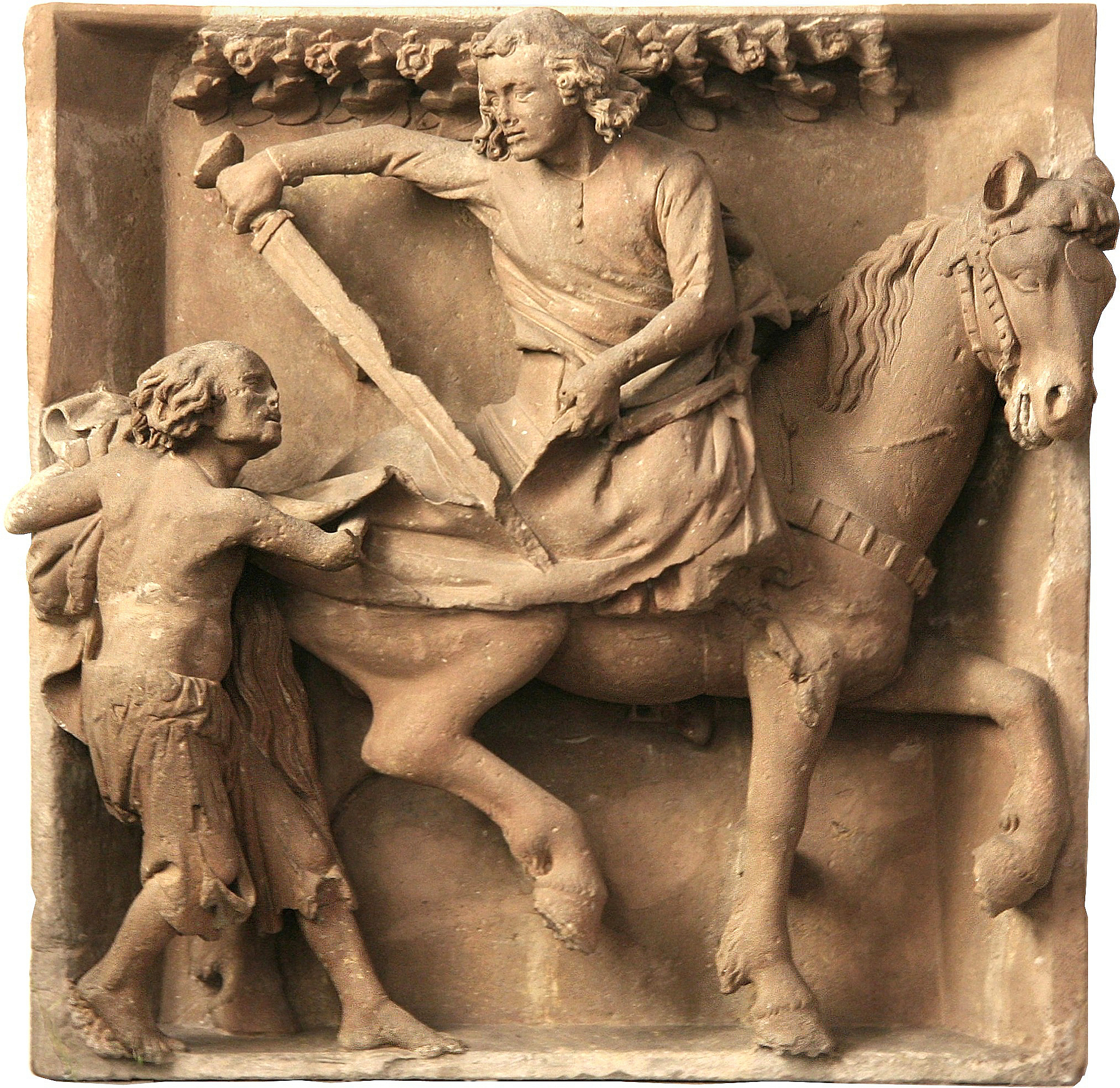
Le Cavalier de Bassenheim par le Maître de Naumbourg